# Rhodometra kikiae
Rhodometra kikiae är en fjärilsart som beskrevs av Edward P. Wiltshire 1982. Rhodometra kikiae ingår i släktet Rhodometra och familjen mätare. Inga underarter finns listade.